# Shintarō Mochizuki
Shintarō Mochizuki (望月 慎太郎, Mochizuki Shintarō), né le 2 juin 2003 à Kawasaki, est un joueur de tennis japonais.

## Biographie

### Carrière chez les juniors
En 2019, il est demi-finaliste du tournoi junior de Roland-Garros, puis remporte celui de Wimbledon face à l'Espagnol Carlos Gimeno Valero. À la suite de cette victoire, il devient numéro 1 mondial chez les juniors.

### 2023: première victoire contre un top 10
En avril 2023, il remporte son premier titre Challenger à Barletta en battant en finale Santiago Rodríguez Taverna. En juillet, il se qualifie pour la première fois pour le tableau principal d'un tournoi du Grand Chelem à Wimbledon. En octobre, il est invité au tournoi ATP 500 de Tokyo, où, 215e mondial, il se qualifie pour les demi-finales en battant Tomás Martín Etcheverry (6-4, 7-6), le no 10 mondial Taylor Fritz (0-6, 6-4, 7-6) puis l'Australien Alexei Popyrin (7-5, 2-6, 7-5). Il perd en demi-finale contre le Russe Aslan Karatsev (3-6, 4-6).
Il atteint ensuite les quarts de finale de deux tournois Challenger. À Sydney, il abandonne face à son compatriote Taro Daniel, et à Kobe, il est éliminé par un autre compatriote, Sho Shimabukuro.

### 2024
Au tournoi de Hong Kong, il est sorti dès le premier tour par Botic van de Zandschulp.
Lors de l'Open d'Australie, il est repêché et il offre une bonne résistance face à Tomáš Macháč, mais s'incline en trois sets (7-5, 6-1, 7-5).
À Roland-Garros, il se qualifie pour le tableau principal. Il se heurte dès le premier tour au 8e mondial, Hubert Hurkacz, contre qui il perd dans un match serré en 5 sets.
Il lui faut attendre le tournois secondaire de Surbiton pour enfin avoir quelques résultats. Il passe le premier tour face au français Térence Atmane ( 6-7 6-1 6-4), puis le tour suivant il vainc en trois sets (2-6 6-4 6-2) l'américain Mackenzie McDonald. Il sortira ensuite du tournoi, éliminé par le suisse Leandro Riedi. À la suite de ce parcours, il enchaine une série de défaites dès le premier tour sur le circuit challenger.

### 2025. Titré au challenger de Nouméa, première victoire en majeur
Pour son premier tournoi en 2025, il se rend à Nouméa. Il commence son parcours face à un compatriote qu’il vainc, Keisuke Saitoh. Puis, il vient à bout de l’Américain Andre Ilagan. Puis, il vainc un autre Japonais, Taisei Ichikawa. En demi-finale, il élimine la 6e tête de série, l’Autrichien Jurij Rodionov (6-3, 6-3). En finale, il se retrouve face à Moerani Bouzige et remporte le tournoi en deux sets (6-1, 6-3).
Toujours sur le circuit secondaire, à Bangalore, il atteint la finale où il échoue. Il arrive en demi-finale à Ilkley. À Nottingham, il bat entre autres le Français Pierre-Hugues Herbert au premier tour.
Qualifié pour Wimbledon, il passe pour la première fois le premier tour dans un tournoi majeur ; durant les phases qualificatives, il élimine le Français Pierre-Hugues Herbert, puis Felipe Meligeni Alves et enfin Dominic Stricker. Au premier tour, il élimine Guilio Zeppieri en cinq sets serrés (2-6, 3-6, 6-3, 7-6, 7-5). Ce match signe sa première victoire en tournoi majeur ; il se confronte ensuite à la 17e tête de série, Karen Khachanov, il passe non loin de l'exploit en prenant deux sets sur trois à son adversaire dans un match de plus de 3 h 30 (6-1, 6-7, 6-4, 3-6, 4-6).

## Parcours dans les tournois duGrand Chelem

### En simple
| Année | Open d'Australie | Open d'Australie | Internationaux de France | Internationaux de France | Wimbledon       | Wimbledon         | US Open | US Open       |
| ----- | ---------------- | ---------------- | ------------------------ | ------------------------ | --------------- | ----------------- | ------- | ------------- |
| 2021  | —                | —                | —                        | —                        | Q2              | Tallon Griekspoor | —       | —             |
|       |                  |                  |                          |                          |                 |                   |         |               |
| 2023  | —                | —                | Q1                       | Dennis Novak             | 1er tour (1/64) | Tommy Paul        | Q2      | Arthur Cazaux |
| 2024  | 1er tour (1/64)  | Tomáš Macháč     | 1er tour (1/64)          | Hubert Hurkacz           | Q1              | Hugo Gaston       | Q3      | Radu Albot    |
| 2025  | Q1               | Alibek Kachmazov | Q1                       | Alexander Shevchenko     | 2e tour (1/32)  | Karen Khachanov   |         |               |

N.B. : à droite du résultat se trouve le nom de l'ultime adversaire.

## Parcours dans lesMasters 1000
| Année | Indian Wells      | Miami                  | Monte-Carlo | Madrid | Rome | Canada                   | Cincinnati | Shanghai | Paris |
| ----- | ----------------- | ---------------------- | ----------- | ------ | ---- | ------------------------ | ---------- | -------- | ----- |
| 2021  | —                 | 1er tour T. Kokkinakis | —           | —      | —    | —                        | —          | n.o.     | —     |
|       |                   |                        |             |        |      |                          |            |          |       |
| 2024  | 1er tour A. Vukic | —                      | —           | —      | —    | —                        | —          | —        | —     |
| 2025  | —                 | —                      | —           | —      | —    | 1er tour G. M. Perricard |            |          |       |

N.B. : sous le résultat se trouve le nom de l’ultime adversaire.

## Victoires sur le top 10
Toutes ses victoires sur des joueurs classés dans le top 10 de l'ATP lors de la rencontre.
| Légende      |
| Grand Chelem |
| Masters 1000 |
| ATP 500      |
| ATP 250      |
| Coupe Davis  |

| # | S.M.   | Tournoi | Année | Surface | Adversaire   | Rang  | Tour | Score          |
| - | ------ | ------- | ----- | ------- | ------------ | ----- | ---- | -------------- |
| 1 | no 215 | Tokyo   | 2023  | Dur     | Taylor Fritz | no 10 | 1/8  | 0-6, 6-4, 7-62 |

## Classements ATP en fin de saison
| Année          | 2019 | 2020 | 2021 | 2022 | 2023 | 2024 |
| Rang en simple | 1031 | 637  | 365  | 324  | 137  | 234  |
| Rang en double | 987  | 445  | 398  | 774  | 427  | 1383 |

Source : (en) Classements de Shintarō Mochizuki sur le site officiel de la Fédération internationale de tennis